# Paul-Henri de Le Rue
Paul-Henri de Le Rue (Lannemezan, 17 aprile 1984) è un ex snowboarder francese.

## Palmarès

### Olimpiadi
- 1 medaglia:
  - 1 bronzo (snowboard cross a Torino 2006)

### Universiadi
- 1 medaglia:
  - 1 bronzo (snowboard crossa a Innsbruck 2005)

### Mondiali juniores
- 1 medaglia:
  - 1 oro (snowboard cross a Oberwiesenthal 2004)

### Coppa del Mondo
- Miglior piazzamento in classifica generale: 19º nel 2002
- Miglior piazzamento nella Coppa del Mondo di snowboard cross: 7º nel 2005 e nel 2011
- 6 podi:
  - 2 secondi posti
  - 4 terzi posti